# 十輪院町

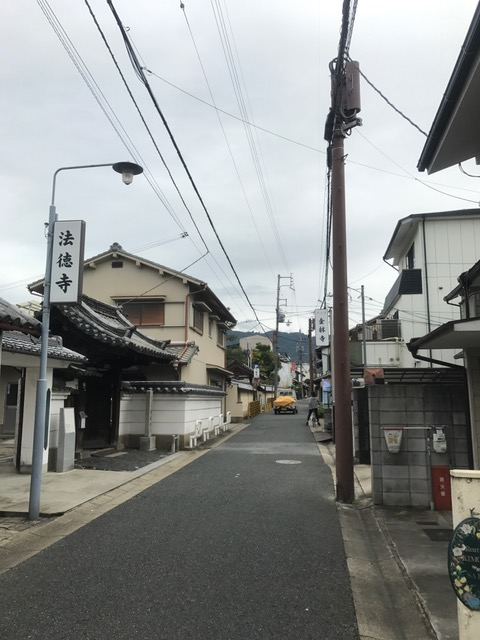
町の風景（道路）

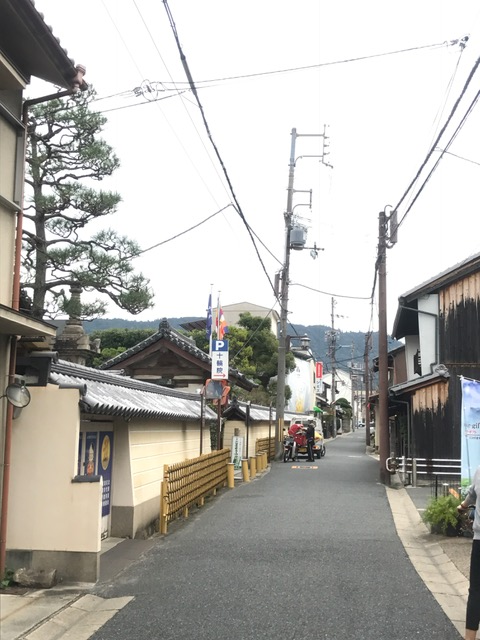
町の風景（道路）

十輪院町（じゅうりいんちょう）は、奈良県奈良市の中央部、市街地の中央部に位置する地区である。郵便番号は630-8312。

## 地理
奈良市の中央部、市街地の中央部、西は薬師堂町、北は公納堂町、東は十輪院畑町に接する。
住宅地域である。

## 歴史
町の名前の由来は十輪院である。江戸時代から現在まで使われている町名である。
十輪院ももとは元興寺の勢力下にあったが元興寺の勢力が衰えてきた時期から独立したとされ、町内にある法徳寺や金躰寺も同じく独立してできたものとされる。

## 施設
十輪院、金躰寺、法徳寺、うとうと（田舎料理店）、めしあがれ（フランス料理店）、紗羅（着物レンタル）

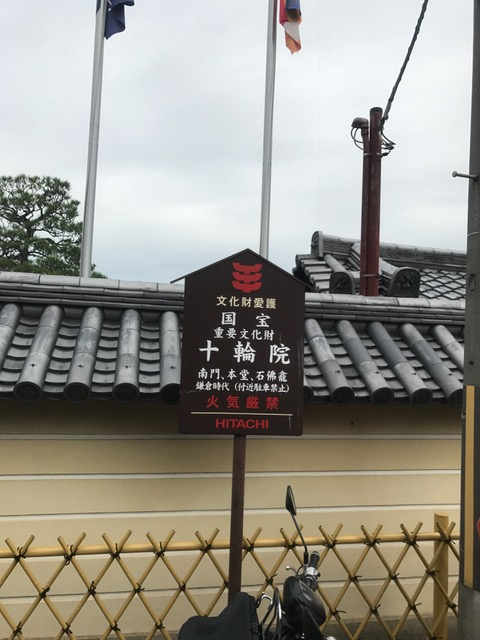
寺院の案内標識

## 小・中学校の学区
- 奈良市立飛鳥小学校・奈良市立飛鳥中学校の学区に属する[1]。

## 交通

### 鉄道路線
なし

### バス
- 奈良交通市内循環線